# Infuzor
Infuzor este un termen folosite pentru o creatură acvatică minusculă precum cilioforele, euglenele, protozoarele, algele unicelulare și nevertebratele mici care există în apa dulce a iazurilor. Unii autori (de exemplu, Bütschli) a folosit termenul ca sinonim pentru ciliofore. În clasificările formale moderne, termenul este considerat învechit; microorganismele incluse anterior în clasa infuzorilor sunt atribuite acum în mare parte regnului Protista. Cercetătorii au susținut că rata de reproducere a infuzorilor crește și descrește în anumite perioade de timp.

## Utilizarea în acvaristică
Infuzorii sunt folosiți de către proprietarii de acvarii pentru a hrăni alevinii; alevinii recent eclozați ale mai multor specii comune de pești de acvariu pot fi crescuți cu această sursă de hrană în primele stagii de evoluție datorită dimensiunii și conținutului nutrițional. Multe acvarii de casă nu sunt în măsură să furnizeze în mod natural suficienți infuzori pentru creșterea peștilor, astfel că pasionații de acvaristică pot crea și întreține propriile culturi de aprovizionare sau pot cumpăra o cultură deja formată. Infuzorii pot fi cultivați prin înmuierea oricăror materii descompuse de origine organică sau vegetală, cum ar fi coaja de papaya, într-un vas cu apă stătută. Cultura va începe să prolifereze în două-trei zile, în funcție de temperatură și de lumina primită. Apa va deveni mai întâi tulbure, dar se va limpezi odată ce infuzorii vor mânca bacteriile care au cauzat obscuritatea. În acest moment, creșterea infuzorilor va fi încheiată, iar aceștia vor putea fi văzuți cu ochiul liber ca niște puncte mici și albe care înoată în recipient.

## Legături externe
- Types of Protozoans and video
- Pond Life Identification Kit